# 潘桥乡
潘桥乡，是中华人民共和国湖南省娄底市冷水江市下辖的一个乡镇级行政单位。

## 行政区划
潘桥乡下辖以下地区：
郭家社区、长冲村、洪云村、建新村、九井村、老屋村、茂山村、苗田村、桥头村、石山村、税塘村、铜钟村、义芳村、渣洋村和硐上村。